# Peter Parler
Peter Parler (latinsko Petrus de Gemünden in Suevia, češko Petr Parléř) (rojen približno 1330 v Schwäbisch Gmündu, umrl je 13. julija 1399 v Pragi) je bil nemško-češki arhitekt, najbolj znan po gradnji stolnice svetega Vida in Karlovega mostu v Pragi, kjer je živel od približno leta 1356 do smrti.

## Življenje
Njegov oče, mojster graditelj Heinrich Parler (ime izhaja od "parlerius", govornik in vodja zidarjev), se je preselil v Schwäbisch Gmünd iz Kölna, da bi vodil dela pri obnovi župnijske cerkve svetega Križa. Člani velike družine Parler so delali v gradbeništvu po vsej Evropi.
Peter Parler je postal zidarski mojster stolnice svetega Vida v Pragi leta 1352 po smrti prvega arhitekta Matije iz Arrasa. Oblikoval je tudi Novo mesto v Pragi, zgradil Karlov most in njegove stolpe. V Kraljevi palači praškega gradu je Parler zgradil Kapelo Vseh svetih. Po požaru leta 1541 je bila preurejena v baročnem slogu. Bil je mojster kipar, ki je zasnoval grimase v stolnici svetega Vida. Okrasje je oblikoval Matija iz Arrasa. Bil je arhitekt Marijine cerkve (Frauenkirche), zgrajene na mestnem trgu v Nürnbergu, zamenjane sinagoge, podrte v napadu leta 1349, po njem je bila pa še kuga. Med letoma 1360 in 1378 je Parler zgradil prezbiterij v cerkvi svetega Jerneja v Kolínu. Umrl je v Pragi 1399 in je bil pokopan v stolnici svetega Vida. Njegovo delo sta nadaljevala njegova sinova Vaclav in Jan.

## Zapuščina
Peter Parler je bil eden najbolj znanih in najvplivnejših obrtnikov srednjega veka. Oblikovanja njega in očeta je postalo znano kot 'Parlerjanski slog' ali 'Parlerjanska arhitektura' in se je razširilo po Srednji Evropi. Pomembni primeri so: cerkev sv. Martina, Landshut (začetek 1389), Sv. Lovrenca, Nürnberg (ladja se je začela 1400), Svetega Jurija, Dinkelsbühl (začetek 1448), stolnica sv. Štefana na Dunaju (južni stolp se je začel 1368); in številni drugi primeri po hanzeatski ligi od Nizozemske do Poljske. Primere lahko najdemo tudi v Skandinaviji, na primer v Sv. Mariji, Helsingør, Danska.
Dokazilo o tem, kako daleč so segale njegove ideje, je mogoče najti pri stolnici v Sevilji, ki se je začela leta 1402 in je še danes največja gotska stolnica na svetu . Standardno gotsko vertikalnost osrednjega prostora razbije balustrada na meji z okni svetlobnega nadstropja. Še pomembneje je, da so široko razmaknjene navpične palice balustrade in njen položaj, ki teče zunaj najbolj oddaljenih reber, popolnoma podobni prvotni zasnovi zahodnih obokov v stolnici sv. Vida. Gradnja na stolnici v Sevilji se je nadaljevala do leta 1506.
Med husitskimi vojnami (1419–1434) so bile dežele Češke krone popolnoma opustošene. Čeprav njegove zgradbe še vedno stojijo, je bil velik del kiparskih del Petra Parlerja uničen. Njegov izklesan portret ostaja v Domgalerie pri stolnici svetega Vida.

### Asteroid
Asteroid, imenovan v čast Petra Parlerja, 6550 Parléř, je 4. novembra 1988. v observatoriju Kleť odkril Antonín Mrkos. 

### Parlerjeva nagrada
Nagrado Petra Parlerja sta leta 1994 ustanovila Nemška fundacija za zaščito spomenikov (nemško: Deutsche Stiftung Denkmalschutz) in Zvezno združenje nemških kamnosekov (nemško: Bundesverband Deutscher Steinmetze). Na mednarodni razstavi obdelave naravnega kamna in kamnoseštva v Nürnbergu se podeljuje vsaki dve leti za izjemne zasluge pri ohranjanju kulturne dediščine. Nagrado spremlja spominski doprsni kip Petra Parlerja in 15.000 EUR . Leta 2015 so jo podelili Avgustu Webru in Helmutu Schneiderju za restavratorska dela v cerkvi svetega Jurija v Ulmu. Leta 2019

## Galerija
- Marija in otrok (približno 1375–1380), Narodni muzej, Varšava
- Stolnica svetega Vida na praškem gradu, južni portal
- Krogovičje – kupola Petra Parlerja v stolnici svetega Vida
- Karlov most